# 太平村站
太平村站是一个位于中华人民共和国云南省昆明市盘龙区青云街道与官渡区金马街道交界虹桥路地下，属于昆明地铁3号线的地铁车站，于2017年8月29日启用。站名来源于虹桥路南侧的官渡区太平村。

## 车站结构
车站呈东西向布置，为地下两层局部地下一层侧式站台车站。车站总长193.3m，有效站台长度118m。施工期间开挖深度16.45m，设有3个出入口和4个排风亭等附属设施，总建筑面积11552㎡。采用钢筋混凝土框架结构，西端设交叉渡线。

## 出口
该站目前开放2个出口：
|                       | 编号   | 地点               | 建议前往的目的地 | 照片 |
| 出口 · B              | 虹桥路 | 云南铝加工厂       |                  |      |
| 出口 · C · 升降机标志 | 虹桥路 | 建工三村、建工社区 |                  |      |
| 註： 設有             |        |                    |                  |      |